# 八幡ねじ
株式会社八幡ねじ（やはたねじ、英: YAHATA NEJI CORPORATION）は、愛知県北名古屋市に本社を置くねじ・金物・日用品の商社兼メーカー。

## 日本国内主要拠点
- 本社（愛知県北名古屋市）
- 東京支店（埼玉県越谷市）
- 九州支店（佐賀県鳥栖市）
- 刈谷営業所（愛知県刈谷市）
- 仙台営業所（宮城県仙台市太白区）
- 大阪営業所（大阪府東大阪市）
- 姫路営業所（兵庫県姫路市）
- 松本営業所（長野県松本市）
- 南関東営業所（神奈川県厚木市）
- テクノセンター・各務原DC（岐阜県各務原市）
- 九州DC（佐賀県鳥栖市）

## 海外拠点
- タイ、中国、インドネシア

## 沿革
- 1946年（昭和21年） - 創業[1][2]。磨ボルトの製造工場として名古屋市北区大杉町にて。
- 1948年（昭和23年） - ボルト・ナットの販売部門八幡商会を名古屋市西区志摩町に併設。
- 1953年（昭和28年） - 株式会社に改組。
- 1959年（昭和34年） - 名古屋市中村区本陣通に新店舗を建設、販売の一本化をはかる。大阪市西区堀江町〔ママ〕に仕入基地として出張所開設。
- 1960年（昭和35年） - 大手ユーザーへの販売部門（第2営業部）開設。
- 1961年（昭和36年） - 営業規模の拡大により名古屋市西区花の木2-2-8に新社屋を建設。
- 1962年（昭和37年） - 交通事情、運輸事情好転につき大阪出張所を廃止。
- 1966年（昭和41年） - 本社隣接地に倉庫増設、在庫充実を図る。優良申告法人として名古屋西税務署より表彰を受ける。
- 1970年（昭和45年） - 愛知県西春日井郡西春町山之腰天神東18に新事務所・社員アパート・倉庫2棟（第1・第3倉庫）建設。
- 1971年（昭和46年） - 新事務所に本社を移し、社名を株式会社八幡ねじと変更、既存の社屋を名古屋寮とする。名古屋市中川区五女子町に八熊営業所を開設。
- 1973年（昭和48年） - 本社に第2倉庫（自動倉庫）建設。
- 1974年（昭和49年） - 旧本社を名古屋支店とし、販売品目の拡大をはかる。なお、八熊営業所は廃止する。
- 1975年（昭和50年）5月 - DIY商品販売開始。
- 1976年（昭和51年）4月 - 東京営業所開設。
- 1978年（昭和53年） - DIY専門卸売り部門をHI事業部とする。
- 1979年（昭和54年） - 本社に2階建新事務所、倉庫（第4倉庫）建設。コンピュータ導入（第1次コンピュータ化）。
- 1982年（昭和57年） - 本社に新倉庫（第5倉庫）建設。取引先とのオンラインシステム稼働。
- 1983年（昭和58年） - 即時処理をめざしてコンピュータ・システムの増強（第2コンピュータ化）。南倉庫購入。
- 1984年（昭和59年） - OA機器販売、ソフトウェア開発の部門としてOA事業部開設。
- 1985年（昭和60年） - 本館事務所増築。マイコンショップ、ヤハタOAシステムを名古屋市西区にてオープン。同時にOA事業部を移転、事業部名もヤハタOAシステム（現システム・ワイズ）とし、OA機器の拡販およびソフトウェア開発環境の充実をはかる。名古屋支店の電算化。
- 1986年（昭和61年） - 仙台および福岡に出張所開設。バーコードを利用した新生産管理システムEOS（エレクトリックオーダリングシステム）稼働。
- 1987年（昭和62年） - 鈴木建吾代表取締役社長に就任。NIES（新興工業経済地域）との取引開始。貿易会社イントラ設立。フローシステム（バーコードを利用した出荷システム）を稼働させるための3階建ての新倉庫増築。全社的統合システムを目指し、コンピュータシステム増強（第3次コンピュータ化）
- 1988年（昭和63年） - 新潟出張所開設。
- 1989年（平成元年） - 海部郡蟹江町に蟹江工場および倉庫建設。
- 1990年（平成2年） - 岡山出張所開設。
- 1991年（平成3年） - 刈谷営業所開設。福岡出張所移転、営業所となる。
- 1993年（平成5年） - 物流機能強化のため、運送会社（株）リード設立。
- 1994年（平成6年） - 東京営業所を三郷市に拡張移転。
- 1995年（平成7年） - 岐阜県各務原市工業団地に各務原DC建設。（有）イントラを株式会社に改組。
- 1996年（平成8年） - 札幌営業所開設。
- 1997年（平成9年） - VM（ビジュアルマネジメント）キックオフ。福岡市博多区那珂6-1-17に福岡DCを移設。新潟出張所を東京に統合。
- 1998年（平成10年） - （株）システムワイズ設立。大阪営業所開設。
- 1999年（平成11年） - ワイズチャイナを中国に設立。
- 2000年（平成12年） - 販売会社サイアムヤハタ、製造会社ヤハタファスナータイをタイに設立。VM賞受賞。各務原DC第二倉庫建設。ISO9001・ISO14001キックオフ。
- 2001年（平成13年） - 汎用システムからのダウンサイジング、YaCS、YaCS-EDIの開発（第4次コンピュータ化）。ISO9001・ISO14001同時認証取得。10月大阪営業所を東大阪市へ拡張移転。
- 2002年（平成14年） - YPS（ヤハタプロダクションシステム）により合理化推進と在庫削減1億円達成。2002 Good Design Award 日本商工会議所会頭賞受賞[3]、Gマーク取得。SDAサインデザイン大賞[4]、DDAディスプレイデザイン優秀賞[5]他受賞。
- 2003年（平成15年） - 上海八幡五金有限公司設立。南倉庫に切削工場を併設。基本理念ハンドブック作成。
- 2004年（平成16年） - 上海雅浩徳貿易有限公司設立。3月福岡DCを佐賀県鳥栖市に新築移転、名称を九州DCとする。
- 2005年（平成17年） - 3月第1回デザイン・エクセレント・カンパニー賞受賞。3月FNバーコード出荷システム稼動。
- 2006年（平成18年）3月 - 松本営業所開設。各務原DC第三倉庫建設、拡張。タイ工場を新築移転。HI生産管理部を各務原DCに移転。
- 2007年（平成19年） - 全社統合システムYaCS稼動（第5次コンピュータ化）。
- 2008年（平成20年） - 中小企業IT経営力大賞・経済産業大臣賞受賞[2]。経済産業省より中小企業IT経営革新支援事業「物流改革プラン（ねじEDI／SaaS協議会）」を受託。
- 2009年（平成21年） - 「物流改革プラン（ねじEDI／SaaS協議会）」[6]完成。
- 2010年（平成22年） - ヤハタファスナータイ、上海八幡五金有限公司TS16949認証取得。広州事務所開設。
- 2011年（平成23年） - ヤハタファスナーインドネシア（YFI）をインドネシアに設立。東京営業所を埼玉県越谷市に移転。東京支店へ変更。
- 2012年（平成24年） - 愛知ブランド認定（平成23年度認定企業）[7][8]。認定番号810[1][7]。
- 2014年（平成26年）- 九州DCを鳥栖DCに移転。ヤハタファスナーインドネシア、TS169496149取得。
- 2016年（平成28年）- 岐阜県各務原市前渡町にテクノセンター竣工。あいち女性輝きカンパニー認証取得。くさびナット特許取得。
- 2017年（平成29年）- ヤハタファスナータイ、IATF16949認証取得。
- 2018年（平成30年）- 鈴木建吾 代表取締役会長、鈴木則之 代表取締役社長、就任。ワークライフ・バランス推進企業認証取得。くさびロックボルト意匠・商標登録。
- 2019年（令和元年）- 姫路営業所開設。代表取締役会長　鈴木建吾「旭日双光章」受賞。はばたく中小規模事業者300社　受賞。　グッドデザイン賞受賞（壁面金具石こうピン、HANG）。くさびロックボルト特許取得。
- 2020年（令和2年）- 健康経営優良法人2020（中小規模法人部門）に認定。日本パッケージデザイン大賞2021銀賞受賞（創業70周年記念事業 鈴木会長書籍・ねじ干菓子）。
- 2021年（令和3年） - 八幡ねじコーポレートCM放映。社内報アワード2021 ブロンズ賞受賞（YY NEWS＋2020年春号）。日本DIY商品コンテスト2021新商品部門 （一社）日本DIY・ホームセンター協会会長賞 受賞（サウンドガードボックス）。南関東営業所開設。
- 2022年（令和4年）-知財功労賞 経済産業大臣賞 デザイン経営企業 受賞。南関東営業所開設。